# Witbrauwfulvetta
De witbrauwfulvetta (Fulvetta vinipectus synoniem: Alcippe vinipectus ) is een zangvogel uit de familie Paradoxornithidae (diksnavelmezen).

## Verspreiding en leefgebied
Deze soort komt voor van de Himalaya tot Vietnam en telt acht ondersoorten:
- F. v. kangrae: de westelijke Himalaya.
- F. v. vinipectus: de centrale Himalaya.
- F. v. chumbiensis: de oostelijke Himalaya.
- F. v. austeni: noordoostelijk India en noordelijk Myanmar.
- F. v. ripponi: westelijk Myanmar.
- F. v. perstriata: noordoostelijk Myanmar en zuidwestelijk China.
- F. v. valentinae: noordelijk Vietnam.
- F. v. bieti: zuidelijk-centraal China.

## Status
De grootte van de populatie is niet gekwantificeerd maar de soort wordt omschreven als plaatselijk algemeen. Op de Rode lijst van de IUCN heeft deze soort de status niet bedreigd.